# Wyższa Szkoła Zarządzania i Nauk Społecznych w Tychach
Wyższa Szkoła Zarządzania i Nauk Społecznych im. ks. Emila Szramka w Tychach (skrót: WSZiNS) – niepaństwowa, samorządowa (99.9% akcji założycielskich miało miasto Tychy) szkoła wyższa, działająca w latach 1997–2013.
Szkoła została utworzona na podstawie decyzji Ministra Edukacji Narodowej z dnia 28 marca 1997 roku nr DSN 1-0145/TBM/98/97 i wpisana do Rejestru Uczelni Niepaństwowych pod numerem 107 jako uczelnia niepaństwowa. Szkoła posiadała Kartę Erasmusa (w ramach europejskiego programu Socrates-Erasmus), stosując Europejski System Transferu Punktów (ECTS).
Misją WSZiNS było: Kształcić studenta i obywatela otwartego na uniwersalne wartości i nowe idee.

## Działalność
Szkoła prowadziła:
- studia dzienne i zaoczne I stopnia na pięciu kierunkach (wg kolejności otwierania)[1]:

1. Zarządzanie (6-semestralne studia licencjackie), specjalności: 
  - handel międzynarodowy,
  - przedsiębiorczość,
  - rachunkowość i zarządzanie finansami,
  - zarządzanie jakością,
  - informatyka w zarządzaniu i e-biznes,
  - zarządzanie turystyką i hotelarstwo,
2. Socjologia (6-semestralne studia licencjackie), specjalności: 
  - socjologia ogólna,
  - socjologia gospodarki,
  - socjologia zdrowia i medycyny,
  - profilaktyka patologii społecznych,
  - komunikacja społeczna,
3. Administracja (6-semestralne studia licencjackie), specjalności: 
  - administracja ogólna,
  - administracja samorządowa,
  - administracja w strukturach europejskich,
  - gospodarka nieruchomościami,
4. Stosunki międzynarodowe (6-semestralne studia licencjackie), specjalność: 
  - integracja europejska,
5. Informatyka i ekonometria (6-semestralne studia licencjackie, 7-semestralne studia inżynierskie), specjalności: 
  - analiza systemów informacyjnych,
  - informatyka ekonomiczna,
  - inżynieria systemów informatycznych,

- studia podyplomowe (na 6 kierunkach: Administracja ogólna, samorządowa, europejska; Handel międzynarodowy; Komunikowanie społeczne; Organizacje pozarządowe – zarządzanie instytucjami i projektami; Socjologia medycyny; Zarządzanie jakością) oraz specjalistyczne kursy zawodowe w ramach Centrum Studiów Podyplomowych i Kursów,
- kursy językowe, posiadając uprawnienia m.in. lokalnego ośrodka egzaminacyjnego TELC (The European Language Certificates),
- Uniwersytet Dziecięcy,
- Uniwersytet Trzeciego Wieku (liczący ok. 600 słuchaczy), którego działalność utrzymano po przejęciu przez Krakowską Akademię im. Modrzewskiego[2].

Szkoła miała własne wydawnictwo – Śląskie Wydawnictwa Naukowe Wyższej Szkoły Zarządzania i Nauk Społecznych oraz bibliotekę. 
W ostatnim roku działalności (2012/2013) na WSZiNS kształciło się nieco ponad 700 studentów, a pracowało w niej 38 osób, w tym 15 profesorów i doktorów habilitowanych oraz 21 doktorów. W szczytowym roku akademickim 2003/2004 uczelnia kształciła 3297 studentów, zatrudniając ok. 120 pracowników, w tym 12 osób ze stopniem naukowym profesora. 
W 16. roku działalności, 1 lutego 2013 szkołę włączono do Krakowskiej Akademii im. Andrzeja Frycza Modrzewskiego, tworząc z niej Filię w Tychach. 

## Rektorzy WSZiNS
1. prof. dr hab. Ewa Okoń-Horodyńska,
2. prof. dr hab. Marek S. Szczepański (od 2000/2001 przez dwie kadencje),
3. dr hab. Henryk Goik,
4. prof. dr inż. arch. Stanisław Tomaszek[5][6].

## Jednostki naukowo-badawcze WSZiNS
- Katedra Administracji,
- Katedra Ekonomii,
- Katedra Ekonomii i Zarządzania,
- Katedra Finansów i Rachunkowości,
- Katedra Socjologii,
- Katedra Statystyki i Ekonometrii,
- Katedra Zarządzania[6].

W latach 2011–2015 budynek będący siedzibą WSZiNS i Filii Krakowskiej Akademii im. Modrzewskiego (przy al. Niepodległości 32) zajmowało też Nauczycielskie Kolegium Języków Obcych w Tychach.